# كلارنس جونز (ملحن)
كلارنس جونز (بالإنجليزية: Clarence M. Jones)‏ هو ملحن أمريكي، ولد في 15 أغسطس 1889 في ويلمنغتون في الولايات المتحدة، وتوفي في 1 يونيو 1949.